# Liliana Heker

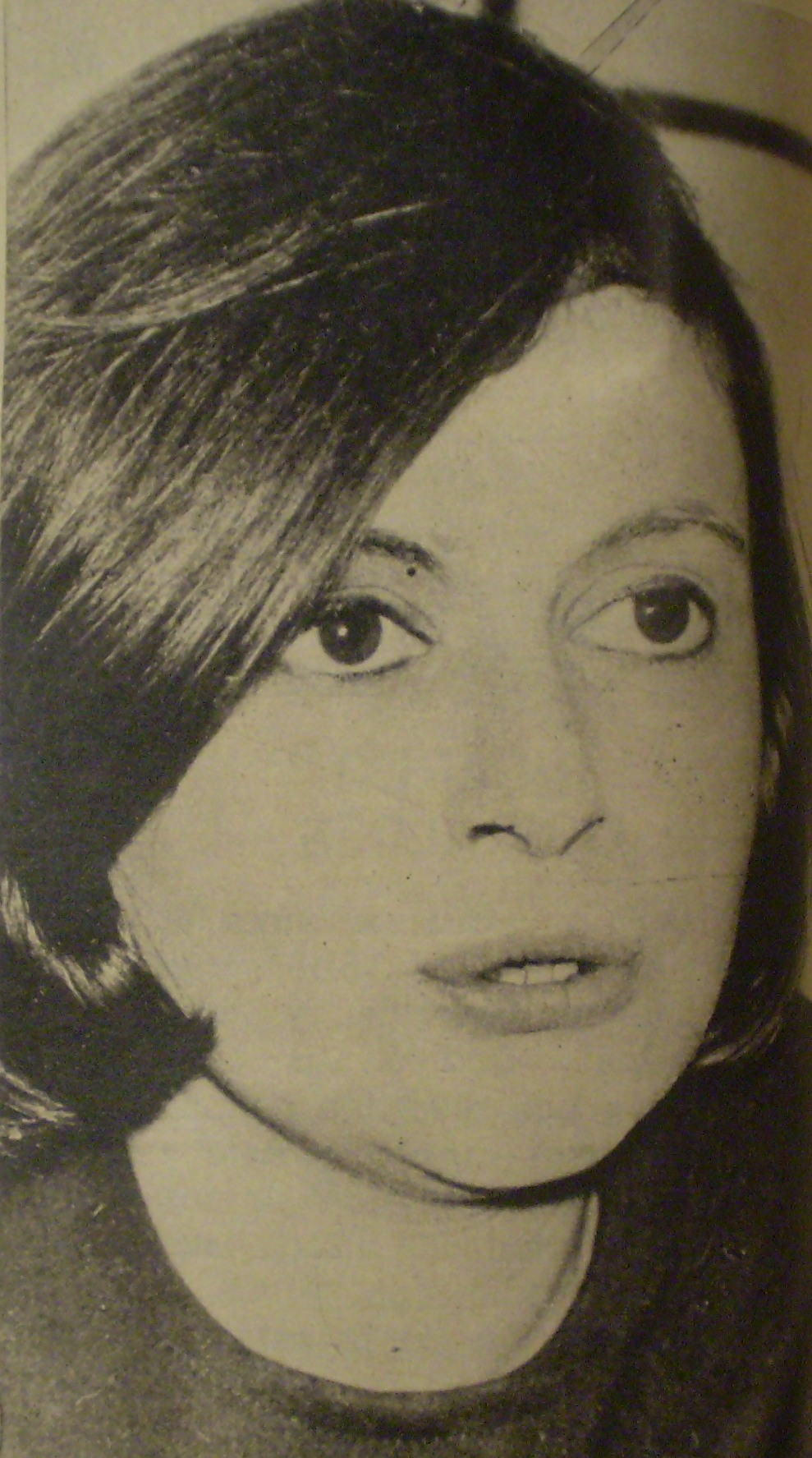
Liliana Heker

Liliana Heker (Buenos Aires, 9 de fevereiro de 1943) é uma escritora de contos, romances e ensaios argentina.

## Obras
- Los que vieron la zarza (1966), contos
- Acuario (1972), contos
- Un resplandor que se apagó en el mundo (1977), romance
- Diálogos sobre la vida y la muerte (1980), entrevistas
- Las peras del mal (1982), contos
- Zona de clivaje (1987), novela
- Los bordes de lo real (1991), contos
- El fin de la historia (1996), romance
- Las hermanas de Shakespeare (1999), textos críticos
- La crueldad de la vida (2001), relatos
- Cuentos (2004), contos;